# Zgrupowanie „Drohiczyn Poleski”
Zgrupowanie „Drohiczyn Poleski” – improwizowane w toku kampanii wrześniowej 1939 zgrupowanie pododdziałów Wojska Polskiego, grupa taktyczna stanowiąca równowartość wzmocnionego pułku piechoty.

## Formowanie i zmiany organizacyjne
Po odjeździe na teren północnego Mazowsza w marcu 1939 20 Dywizji Piechoty w jej garnizonach w Słonimiu, Baranowiczach i Prużanie pozostały nadwyżki rezerwistów, kadry zawodowej oraz młodszy rocznik wcielony w marcu 1939. Żołnierze młodszego rocznika i rezerwiści objęci zostali intensywnym przeszkoleniem. Organizatorem szkolenia w garnizonach 20 DP został II dowódca Piechoty Dywizyjnej płk Adam Epler, a w garnizonie Słonim dowodził pozostałościami ppłk Mieczysław Gumkowski. W ramach mobilizacji powszechnej od dnia 30 sierpnia gromadzono kolejnych rezerwistów w ramach Oddziałów Zbierania Nadwyżek 80 pułku piechoty i OZN 79 pułku piechoty. Oddziały Nadwyżek obu pułków pod dowództwem ppłk. Mieczysława Gumkowskiego natychmiast przystąpiły do formowania Ośrodka Zapasowego 20 Dywizji Piechoty, którego dowództwo objął płk Adam Epler. 2 września do Słonimia przybył OZN 78 pułku piechoty pod dowództwem kpt. Zygmunta Ziemby. Jednak z uwagi na rozkaz dowódcy Okręgu Korpusu nr IX gen. bryg. Franciszka Kleeberga o zorganizowania zgrupowania taktycznego z zasobów pozostałości 78 pp i części zmobilizowanych tam oddziałów, 8 września OZN 78 pp kpt. Zygmunta Ziemby pomaszerował do Baranowicz, gdzie wrócił 11 września. 10 września dotychczasowy dowódca OZ 20 DP płk Adam Epler odjechał do Kobrynia, gdzie na rozkaz dowódcy OK IX objął dowództwo Dywizji Piechoty „Kobryń”, dowództwo Ośrodka przejął ppłk Kazimierz Gorzkowski. Do 10 września z rezerwistów wcielonych do OZ 20 DP i włączonych w skład Ośrodka nadwyżek 79 i 80 pułków sformowano trzy bataliony z dowódcami:
- I batalion piechoty OZ (z rezerwistów 80 i 79 pp i kadry z 79 i 80 pp) – mjr Michał Bartula
- II batalion piechoty OZ(z kadry i szeregowych młodszego rocznika 79 pp) – kpt. Adolf Boratyński
- III batalion piechoty OZ (z kadry i szeregowych młodszego rocznika  80 pp) – kpt. Adam Jarosiński[1].

10 września I batalion piechoty OZ zorganizowany z rezerwistów pod dowództwem mjr Michała Bartuli odjechał transportem kolejowym w stronę Brześcia nad Bugiem. Ze względu na zniszczenia torów przez niemieckie lotnictwo, batalion został wyładowany w Orańczycach i w ostateczności wszedł w skład Dywizji „Kobryń”. W jego miejsce natychmiast zorganizowano następny batalion piechoty złożony głównie z rezerwistów 79 pułku piechoty pod dowództwem mjr. Franciszka Pająka.  
Naczelny Wódz marszałek Edward Śmigły-Rydz przebywający w Brześciu nad Bugiem, wydał 11 września gen. bryg. Franciszkowi Kleebergowi dowódcy OK IX  rozkazy odnośnie organizacji obrony na linii Brześć–Kobryń–Drohiczyn Poleski–Pińsk, przed niemieckimi oddziałami pancerno-motorowymi, które przełamały obronę Samodzielnej Grupy Operacyjnej „Narew” i ze strony północno zachodniej zmierzały na Polesie. Oddziały tworzące ugrupowanie obronne w postaci zapory miały zadanie osłonić mające się koncentrować na terenie Małopolski Wschodniej oddziały dowodzone przez marszałka Edwarda Rydza-Śmigłego. Wkrótce z Brześcia do Włodzimierza Wołyńskiego wyjechało Naczelne Dowództwo WP. 11 września w myśl ustnych rozkazów Naczelnego Wodza, gen. Kleeberg nakazał wymarsz garnizonów 20 DP w kierunku południowo-wschodnim. Garnizony ze Słonimia i Prużany miały podjąć marsz ze Słonimia w kierunku na Antopol. Jako pierwszy wieczorem 11 września wyruszył I batalion OZ 20 DP mjr. Franciszka Pająka. Rano nazajutrz wyruszyły pozostałe siły OZ 20 DP. Bataliony OZ 20 DP miały ugrupować się obronnie na linii Chomsk-Drohiczyn-Kublik-Zarzeczka. Główna część Ośrodka miała być skoncentrowana w rejonie Chomsk-Drohiczyn. Po potwierdzeniu pisemnym rozkazu NW, gen. Kleeberg wydał 13 września rozkaz operacyjny do obrony Polesia, w którym po raz pierwszy garnizony maszerujące ze Słonimia i Prużany w kierunku Antopola otrzymały wspólne dowództwo ppłk Kazimierza Gorzkowskiego i wspólną nazwę Zgrupowanie „Drohiczyn Poleski”.

## Zgrupowanie „Drohiczyn Poleski” w kampanii wrześniowej
Maszerujące Zgrupowanie „Drohiczyn Poleski” przez Żyrowice, Papiernię, Iwacewicze, Kosów Poleski, Rzeczycę większością sił osiągnęło rano 15 września rejon Chomska. Oddziały zatrzymały się na postój organizując obronę przeciwpancerną. Oddziały zgrupowania zajęły stanowiska obronne wzdłuż Kanału Królewskiego na odcinku Odryżyn-Kanał Białojeziersk.. Bataliony przechodząc na swoje kierunki rozwinęły się na stanowiskach: I batalion piechoty mjr. Pająka Odryżyn-Glinna Las, na północ od Mikoszyna, zamknął kierunek Glinna-Własowice. III batalion piechoty kpt. Jarosińskiego zajmował stanowiska na linii Kanału Głównego, zamknął kierunek Bielin-Mikuszyn. II batalion piechoty kpt. Boratyńskiego bronił Zarzeczka-Kanal Bialojezierski, zamykał kierunek Kublik-Swaryń. Zgrupowanie graniczyło od strony zachodniej w rejonie Kanału Białojezierskiego w luźnej styczności z Dywizją „Kobryń”, od wschodu w luźnej styczności  ze Zgrupowaniem „Jasiołda”, w rejonie Śnitowa, Własowic, Lubiaża. Miejsce postoju dowództwa zgrupowania wyznaczono w Wielkiej Hłuszy.   
17 września po otrzymaniu informacji o agresji ZSRR, rozkazem dowódcy SGO „Polesie” podjęto marsz na południe od Kanału Królewskiego i rzeki Piny. W nocy 17/18 września zgrupowanie rozpoczęło marsz poprzez Rowiny, Lipniki, Winoże, Jałocz, dwór Bielin, w tym przez most na Kanale Królewskim.
19 września do Zgrupowania „Drohiczyn Poleski” dołączyły pododdziały z garnizonu Prużana i rozbitki z różnych oddziałów przybyłe z frontu, dokonano reorganizacji. 20 września dokonano reorganizacji zgrupowania. W skład Zgrupowania „Drohiczyn Poleski” ppłk. Kazimierza Gorzkowskiego wchodziły dwa pułki piechoty i batalion wartowniczy: 
- dowództwo zgrupowania
- kompania telefoniczna
- pułk „Łowczówek” pod dowództwem - ppłk. Mieczysława Gumkowskiego
  - pluton telefoniczny
  - batalion piechoty (II/79 pp) pod dowództwem - kpt. Adolfa Boratyńskiego
  - batalion piechoty (III/80 pp) pod dowództwem - kpt. Adama Jarosińskiego
- pułk „Rarańcza” pod dowództwem - mjr. Franciszka Pająka
  - batalion piechoty (I/79 pp) pod dowództwem - kpt. Władysława Turskiego
  - batalion piechoty pod dowództwem - kpt. Jana Majewskiego[5]

- batalion wartowniczy „Drohiczyn” (część dawnego 93 batalionu wartowniczego) pod dowództwem - mjr. st. spocz. Józefa Błońskiego
- kolumna marszowa pod dowództwem - mjr. Szopy
- dywizjon kawalerii pieszej „Łuków”
- 65 kompania saperów
- czołówka sanitarna
- zgrupowanie taborów z SGO „Narew” pod dowództwem kpt. Franciszka Gęsiora[6]

Zgrupowanie „Drohiczyn Poleski” po wyjściu z garnizonów pokojowych położonych na północy OK IX prowadziło potyczki z grupami dywersyjnymi. Szczególne nasilenie nastąpiło po 17 września 1939, toczono wówczas regularne starcia z dywersantami. 20 września rano do zgrupowania „Drohiczyn Poleski” ppłk. Kazimierza Gorzkowskiego dotarł rozkaz dowódcy OK IX gen. Kleeberga L.2/20/Op., w którym rozkazano:  
1. z ZSRR nie walczyć, a tylko w razie natarcia i prób rozbrojenia, 
2. przejść na zachód od Kowla, 
3. w etapach dniowych wykonać marsz: 
- 20 września rejon Mała Hłusza-Wyderta,
- 21 września rejon Nujno-Soszyczno,
- 22 września rejon Dorotyszcze-Obłapy
- 23 września przerwa w marszu.

W pozostałych punktach wskazano zadania sąsiadów, łączność itd.. Marsz prowadzono w dwóch lub trzech kolumnach w zależności od warunków i potrzeb. W trakcie marszu zgrupowanie było ostrzeliwane przez lotnictwo sowieckie, w walkach z dywersantami utracono 6 ciężko rannych żołnierzy i 2 poległych podchorążych i następnych kilku rannych szeregowych. Zlikwidowano około 20 dywersantów.  Szczególnie silne utarczki z dywersantami odnotowano w rejonach Nujno-Soszczyno oraz we wsiach Mielce i Synowo. 21 września do zgrupowania dołączył 92 pluton żandarmerii kpt. Grzegorza Czeskiego. 22 września utworzono Sąd Polowy Zgrupowania z szefem sądu por. aud. Aleksandrem Kowalskim. Pobrano z magazynów w Kamieniu Koszyrskim 22 i 23 września żywność, paszę dla koni oraz amunicję. Częściowo zredukowano tabory, rozdając część słabszych koni i wozów ludności cywilnej.       
23 września od rana 65 kompania saperów zbudowała most na Turii w Datyniu, pod osłoną III/80 pp. Po godz. 11.00 zgrupowanie podjęło dalszy marsz przez: Aleksandrię, Kaczyn, Wólka Kaczyńska, Datyń, Synowo, Piaseczno, Czewel do Dubeczna. Zgrupowanie po 50 kilometrowym marszu ześrodkowało się w rejonie Dubeczna i stacji kolejowej Krymno. Zgrupowanie było w tym rejonie atakowane przez lotnictwo sowieckie, a następnie stoczyło walkę z grupą dywersyjną, która przybyła pociągiem na węglarkach, poległ 1 żołnierz.        
24 września o świcie zgrupowanie podjęło dalszy marsz przez Dubeczno, Krymno, Butmer, Wilica, osiągając Butmer-Wilica. 25 września zgrupowanie maszerowało przez Butmer, Wilica, Szack do rejonu lasu koło Świtazi. Na tym postoju jak i poprzednich oczekiwano na podejście oddziałów marynarzy z Flotylli Rzecznej z Pińska, oddziału ppłk. Mikosia i Brygady KOP „Polesie”. 26 września zgrupowanie podjęło marsz do rejonu Orchówek, Okuninka, Tarasiuki na zachodnim brzegu Bugu. Oddziały zgrupowania tego dnia w okolicach Grabowa stoczyły walkę z podchodzącymi oddziałami sowieckiej 52 Dywizji Strzelców. Nocą 26/27 września wojska zgrupowania ppłk. Gorzkowskiego przeszły po moście kolejowym na rzece Bug we Włodawie, zabezpieczając się 27 września zawałami leśnymi na szosie chełmskiej na wysokości skraju lasu na wysokości Okuninka. 27 września Zgrupowanie „Drohiczyn Poleski” ppłk. Kazimierza Gorzkowskiego rozkazem gen. Kleeberga włączono do Grupy „Brzoza” formując z mich Dywizję Piechoty „Brzoza” nazywaną też 50 Dywizją Piechoty rezerwowej. Dowódcą Piechoty Dywizyjnej 50 DP został dotychczasowy dowódca zgrupowania ppłk Kazimierz Gorzkowski. Dywizjon kawalerii pieszej „Łuków” wszedł w skład Podlaskiej Brygady Kawalerii. Pułk „Łowczówek” ppłk. Mieczysława Gumkowskiego przekształcono w 179 pułk piechoty uzupełniono go innymi pododdziałami z Grupy „Brzoza”, natomiast dotychczasowy dowódca pułku ppłk Mieczysław Gumkowski został Dowódcą Piechoty Dywizyjnej 60 DP. Bataliony kpt. Boratyńskiego i kpt. Jarosińskiego stanowiły II i III bataliony pułku, stanowił on podstawową siłę uderzeniową 50 DP. Pułk „Rarańcza” mjr. Franciszka Pająka z batalionami kpt. Turskiego i kpt. Majewskiego uzupełniono innymi pododdziałami ze składu Grupy „Brzoza” i przekształcono w 180 pułk piechoty. Dalszy szlak bojowy żołnierze pochodzący ze składu Zgrupowania „Drohiczyn Poleski” dzielili z 50 DP „Brzoza” i nowymi pułkami. 93 batalion wartowniczy mjr. st. spocz. Józefa Błońskiego w rejonie Włodawy został zdemobilizowany 25-27 września 1939, broń zakopana lub rozdzielona innym oddziałom.